# Malta (band)
Malta, ook bekend als Nova, was een Zweeds muzikaal duo.

## Biografie
Malta werd begin 1973 opgericht door Claes af Geijerstam en Göran Fristorp met het oog op deelname aan Melodifestivalen 1973. Met het nummer Sommar'n som aldrig säger nej won Malta de Zweedse preselectie voor het Eurovisiesongfestival, waardoor het mocht aantreden in het Eurovisiesongfestival 1973 in Luxemburg. ABBA werd dat jaar derde, waarna ze het jaar erna wel nationaal en internationaal wonnen. Daar werd het nummer in het Engels vertolkt en kreeg het als titel You're summer. Het was nog maar de tweede keer in de geschiedenis dat Zweden niet in het Zweeds aantrad. Bovendien werd de naam van de band veranderd in Nova, om verwarring met het land Malta te vermijden, ook al nam de eilandstaat dat jaar niet deel aan het festival. Zweden eindigde op de vijfde plek. Meteen na afloop van het festival gingen beide zangers hun eigen weg en werd Malta ontbonden.
1958: Alice Babs · 
1959: Brita Borg · 
1960: Siw Malmkvist · 
1961: Lill-Babs · 
1962: Inger Berggren · 
1963: Monica Zetterlund · 
1965: Ingvar Wixell · 
1966: Lill Lindfors & Svante Thuresson · 
1967: Östen Warnerbring · 
1968: Claes-Göran Hederström · 
1969: Tommy Körberg · 
1971: Family Four · 
1972: Family Four · 
1973: Nova · 
1974: ABBA · 
1975: Lasse Berghagen · 
1977: Forbes · 
1978: Björn Skifs · 
1979: Ted Gärdestad · 
1980: Tomas Ledin · 
1981: Björn Skifs · 
1982: Chips · 
1983: Carola · 
1984: Herreys · 
1985: Kikki Danielsson · 
1986: Lasse Holm & Monica Törnell · 
1987: Lotta Engberg · 
1988: Tommy Körberg · 
1989: Tommy Nilsson · 
1990: Edin-Ådahl · 
1991: Carola · 
1992: Christer Björkman · 
1993: Arvingarna · 
1994: Marie Bergman & Roger Pontare · 
1995: Jan Johansen · 
1996: One More Time · 
1997: Blond · 
1998: Jill Johnson · 
1999: Charlotte Nilsson · 
2000: Roger Pontare · 
2001: Friends · 
2002: Afro-Dite · 
2003: Fame · 
2004: Lena Philipsson · 
2005: Martin Stenmarck · 
2006: Carola · 
2007: The Ark · 
2008: Charlotte Perrelli · 
2009: Malena Ernman · 
2010: Anna Bergendahl · 
2011: Eric Saade · 
2012: Loreen · 
2013: Robin Stjernberg · 
2014: Sanna Nielsen · 
2015: Måns Zelmerlöw · 
2016: Frans · 
2017: Robin Bengtsson · 
2018: Benjamin Ingrosso · 
2019: John Lundvik · 
2021: Tusse · 
2022: Cornelia Jakobs · 
2023: Loreen · 
2024: Marcus & Martinus · 
2025: KAJ